# Bamenyam
Die Sprache Bamenyam (auch bamenyan, mamenyan, mengambo, pamenyan; ISO 639-3: bce) ist eine bantoide Sprache aus der Gruppe der Graslandsprachen, die von insgesamt 4.000 Personen in der Kameruner Region Westen gesprochen wird.
Es ist eine von neun Sprachen aus der Gruppe der Nun-Sprachen und ist daher verwandt mit Bamali [bbq], Bafanji [bfj] und Bambalang [bmo]. Die meisten Sprecher des Bamenyam können auch die alleinige Kameruner Amtssprache Französisch [fra] oder das Kameruner Pidginenglisch [wes]. Die Sprache Bati [btc] hat ebenfalls Gemeinsamkeiten mit dem Bamenyam.